# (9419) Keikochaki
(9419) Keikochaki est un astéroïde de la ceinture principale.

## Description
(9419) Keikochaki est un astéroïde de la ceinture principale, découvert le 12 décembre 1995 à Ōizumi par Takao Kobayashi. Il présente une orbite caractérisée par un demi-grand axe de 2,24 UA, une excentricité de 0,14 et une inclinaison de 4,5° par rapport à l'écliptique.

## Compléments